# Northfleet
Northfleet è una cittadina di 13 300 abitanti della contea del Kent, in Inghilterra.